# گوشچن
گوشچن (به لاتین: Goszczyn) یک روستا در لهستان است که در گمینا گوشچن واقع شده‌است. گوشچن ۹۲۰ نفر جمعیت دارد.